# 히요시촌 (지바현 조세이군)
히요시촌(日吉村)은 지바현 조세이군에 일찍이 존재했던 촌이다. 현재의 나가라정 남부에 해당한다.

## 역사
- 1889년 4월 1일 - 정촌제 시행에 의해 가미하부군 히요시촌이 성립하였다.
- 1897년 4월 1일 - 가미하부군, 나가사군이 합병해 조세이군이 되었다.
- 1955년 4월 29일 - 나가라촌, 미즈카미촌과 합병해 나가라정이 신설되어 동일 히요시촌은 폐지되었다.